# Mario Ochoa
Mario Ochoa (* 1927) ist ein ehemaliger mexikanischer Fußballspieler, der im Mittelfeld und im Angriff agierte.

## Verein
Ochoa gab sein Debüt in der mexikanischen Liga Mayor in der Saison 1945/46 für den Club América
und wechselte Anfang der 1950er Jahre zum Club Marte, mit dem er 1953/54 mexikanischer Meister wurde und im Finale am 16. Mai 1954 durch einen 1:0-Erfolg gegen seinen Exverein América den Supercup gewann.

## Nationalmannschaft
Sein Debüt in der Nationalmannschaft gab Ochoa in einem am 4. September 1949 ausgetragenen WM-Qualifikationsspiel gegen Mexikos Erzrivalen USA, das mit 6:0 gewonnen wurde. Auch bei den folgenden Qualifikationsspielen gegen Kuba (2:0) am 11. September und wiederum gegen die USA (6:2) am 18. September wirkte Ochoa mit und im letztgenannten Spiel gelang ihm unmittelbar vor dem Abpfiff sein einziger Länderspieltreffer.
Ochoa gehörte auch zum WM-Aufgebot 1950 und bestritt die Spiele gegen Brasilien (0:4) und die Schweiz (1:2). Die am 2. Juli 1950 ausgetragene Partie gegen die „Eidgenossen“ war zugleich sein letzter Länderspieleinsatz. Zwar gehörte Ochoa auch zum WM-Aufgebot 1954, kam dort allerdings nicht zum Einsatz.